# Châtel-de-Joux
Châtel-de-Joux é uma comuna francesa na região administrativa de Borgonha-Franco-Condado, no departamento de Jura. Estende-se por uma área de 14,13 km². Em 2010 a comuna tinha 52 habitantes (densidade: 3,7 hab./km²).